# 桐梓疣螈
桐梓疣螈（学名：Tylototriton tongziensis），一种于中国贵州省桐梓县黄莲自然保护区发现的蝾螈，隶属于有尾目蝾螈科疣螈属。

## 鉴别特征
桐梓疣螈体型中等（雄性全长120.5-135.1mm，头体长61.1-65.9mm；雌性全长为123.5-127.6mm，头体长为66.7-69.2mm）；尾长短于头体长；前、后肢贴体相对时，指趾有较大重叠；前肢贴体前伸指端超吻端。皮肤粗糙，躯体布满疣粒及瘰粒；唇缘，肢端，四肢腹面，尾部腹缘较光滑；咽部有明显褶皱；背中部，自颈至尾基的背脊相对狭窄且粗糙；背脊两侧角各由一排粗糙球状瘰粒组成；背侧疣粒较小，自肩至尾基部连续排列成线，界限不明显；腹侧疣粒密集且明显。活体时呈黑色或黑褐色；指趾端，指趾腹面，泄殖腔周围及尾下缘呈橙色，尾下缘橙色区域与泄殖腔周围橙色区域相连。